# Болуш
Болу́ш (тюрк. Boluš — від кипчацького boluš — поміч), Блуш або Булуш — половецький хан середини ХІ століття. Очолював половців, коли вони прийшли в північноморські степи 1054 року.

## Життєпис
Перший із половецьких ханів, який згадується в «Повісті минулих літ». За Омеляном Пріцаком, належав до тюркського роду Тертер-оба (Тертровичів, дурут), правлячого серед половців до приходу кланів Кай та Ольберлю. Започаткував історію відносин половців із Руссю. 1055 року з'явився на кордонах Переяславської землі. Уклав мирну угоду з переяславським князем Всеволодом Ярославичем.

Згадка в Літописі Руському:

| 'Того ж року [1055] приходив [хан] Блуш із половцями. І вчинив Всеволод мир із ними, і вернулися половці до себе. |

## Варіанти імені
Блу́ш (Блушь) — за Іпатським літописом, Болу́ш (Болушь) — за Лаврентіївським літописом, Булу́ш (Булушь) — за Никонівським літописом